# バプティズム (アート・アンサンブル・オブ・シカゴのアルバム)
『バプティズム』（原題：Bap-Tizum）は、アメリカ合衆国のフリー・ジャズ・バンド、アート・アンサンブル・オブ・シカゴが1972年に録音、1973年にアトランティック・レコードから発表したライブ・アルバム。

## 解説
1972年開催の「アナーバー・ブルース&ジャズ・フェスティヴァル」出演時の録音で、バンドが母国アメリカのジャズ・フェスティヴァルに出演したのは、この時が初めてである。バンド紹介のMCは、活動家のジョン・シンクレアによる。ジョセフ・ジャーマン作の「オーネダルース」のタイトルは、ジョン・コルトレーンのサンスクリット名から取られ、この曲は元々、1971年にパリで録音されたアルバム『Phase One』の収録曲だが、本作のヴァージョンは、よりテンポが速められている。
リチャード・S・ギネルはオールミュージックにおいて満点の5点を付け「聴衆は若く、急進的な思想に傾倒しており、アート・アンサンブルは混沌とした、うねうねと曲がりくねり、怒りに満ちた、極めて突飛な、そして常に魅力的な演奏を吐露している」と評している。また、Harvey Pekarは1999年、『ジャズタイムズ』誌のレビューで「典型的かつ模範的なアート・アンサンブル・オブ・シカゴの作品で、カラフルで、時に詩的で、時に奇妙で、時に暴力的である」と評している。

## 収録曲
1. ジョン・シンクレアによる紹介 - "Introduction by John Sinclair" - 0:34
2. ヌファマウダウ・バウダウガウ - "Nfamoudou-Boudougou" (Don Moye) - 4:15
3. イムー - "Immm" (Malachi Favors) - 3:54
4. ウナンカ - "Unanka" (Roscoe Mitchell) - 12:30
5. アウフヌーン - "Oouffnoon" (R. Mitchell) - 3:53
6. オーネダルース - "Ohnedaruth" (Joseph Jarman) - 14:49
7. オドワラ - "Odwalla" (R. Mitchell) - 5:28

## 参加ミュージシャン
- レスター・ボウイ - トランペット、フリューゲルホルン、ケルフォーン、バスドラム、パーカッション、ボーカル他
- ジョセフ・ジャーマン - サクソフォーン（ソプラニーノ/ソプラノ/アルト/テナー/バス）、アルトフルート、コンガ、ヴィブラフォン、パーカッション、ボーカル他
- ロスコー・ミッチェル - サクソフォーン（ソプラノ/アルト/テナー/バス）、クラリネット、ドラムス、パーカッション、ボーカル他
- マラカイ・フェイヴァース - ベース、エレクトリックベース、ゴング、ログドラム、ホイッスル、ボーカル他
- ドン・モイエ - ドラムス、コンガ、バス・マリンバ、ゴング、ログドラム、ホイッスル、パーカッション、ボーカル他